# 清里町
清里町（日语：／ Kiyosato chō */?）位於北海道鄂霍次克綜合振興局東部、斜里岳山麓下。1992年當地曾入選全國鄉村景觀大賽前100名。當地以農業為主，農產包括小麥、甜菜、馬鈴薯等。町內的清里燒酒釀酒廠以馬鈴薯為主要原料生產清里燒酒，於 1975年推出日本第一款馬鈴薯燒酒。
町名為「清」和「里」的組合，因為清里町是由小清水村（現在的小清水町）和斜里町中分村而城，因此取了小清水的「清」和斜里的「里」來命名。

## 歷史
- 1857年：堀田備中的家臣到北海道探險，抵達現在清里町的轄區，為文獻上關於清里町最早紀錄。[5]
- 1859年：隸屬會津藩，設置斜里辦事處。
- 1897年：開始有來自本島的移民進入本地進行開墾。
- 1943年4月1日：小清水村（現在的小清水町）和斜里町各分割部分區域組成上斜里村。[6]
- 1955年10月1日：改制並改名為清里町。

## 交通

### 機場
- 女滿別機場（位於大空町）
- 中標津機場（位於中標津町）

### 鐵路
- 北海道旅客鐵道
  - 釧網本線：清里町車站 - 札弦車站 - 綠車站

### 道路
| 一般國道 - 國道334號 主要地方道 - 北海道道150號摩周湖中標津線 | 道道 - 北海道道250號清里止別線 - 北海道道805號札弦停車場水上線 - 北海道道857號江南清里停車場線 - 北海道道944號神威小清水線 - 北海道道946號向陽清里停車場線 - 北海道道1115號摩周湖斜里線 |

## 觀光景點
- 斜里岳
- 裏摩周展望台：位於摩周湖東側的展望台
- 神之子池
- 櫻花瀑布

## 教育

### 高等學校
- 道立北海道清里高等學校 （页面存档备份，存于）

### 中學校
- 清里町立清里中學校 （页面存档备份，存于）

### 小學校
| - 清里町立清里小學校 （页面存档备份，存于） - 清里町立光岳小學校 （页面存档备份，存于） - 清里町立江南小學校 | - 清里町立新榮小學校 - 清里町立綠町小學校 （页面存档备份，存于） |

## 姊妹市・友好都市

### 海外
- Motueka（紐西蘭 塔斯曼）

## 本地出身的名人
- 岡崎朋美：競速滑冰選手

## 外部連結
- （日語）清里商工會
- （日語）清里町中央商店街合作社
- （日語）鄂霍次克的假日
- （日語）社會福利法人清里町社會福利協議會